# A框架式建築

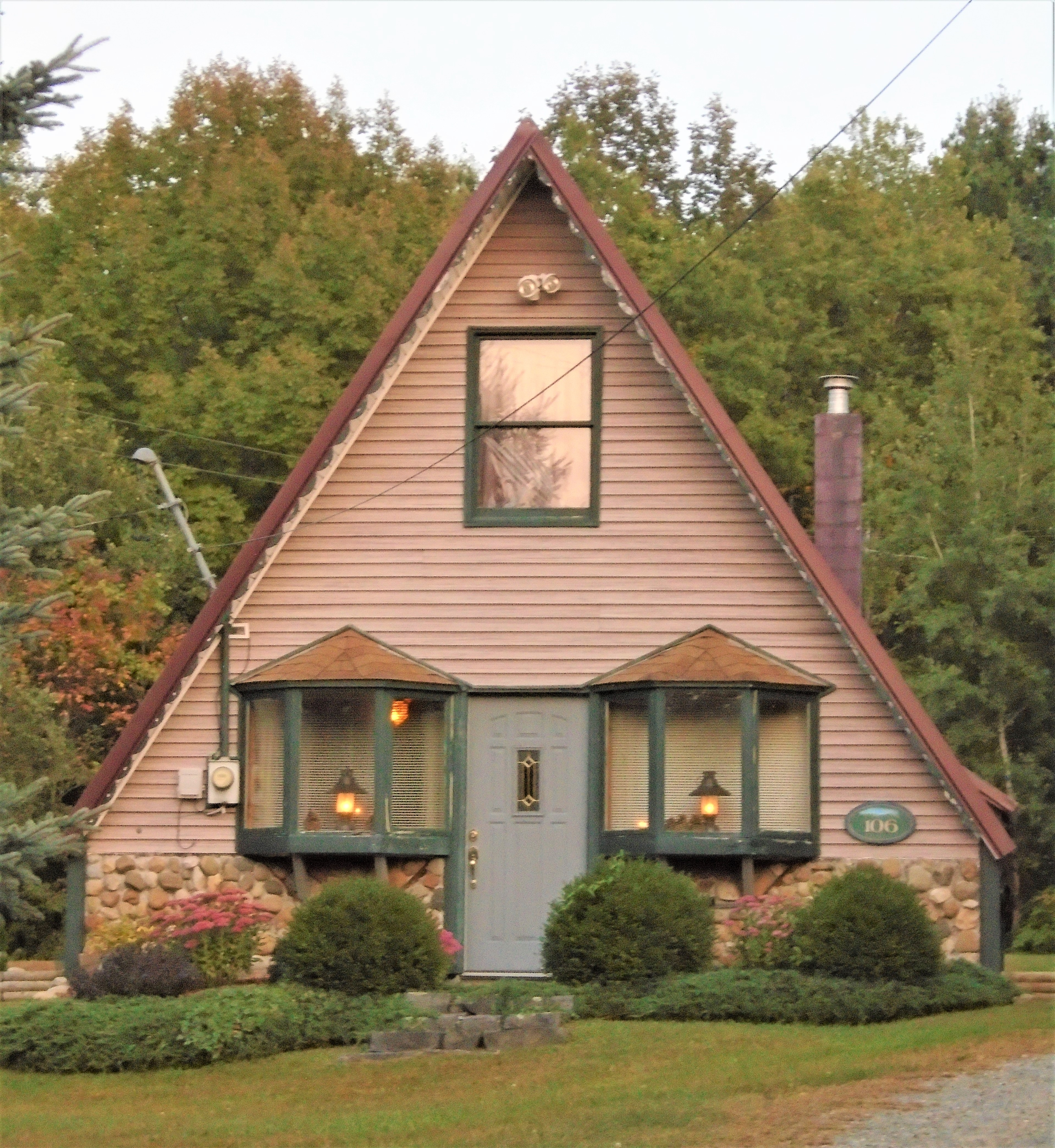
位於紐約州梅菲爾德的一座典型A框架式建築

A框架式建築或稱為A字形建築，是一種典型的建築風格，該形式的框架結構具有陡峭的屋頂線，通常從基礎線開始或接近基礎線開始，兩側向上傾斜，最終在頂部相遇成字母「A」的形狀。此外，該建築物構造的屋頂天花板可以向上延伸，露出樑柱。該建築物的山牆幾乎是三角形的，而房屋側面則以屋頂表面為主。
儘管該結構歷史上的建築案例中就已存在，但自1950年代中期至1970年代左右，該建築風格在全球範圍內大受歡迎。特別是在第二次世界大战後，持續以該建築為範本進行延伸性的空間利用。

## 風格
A框架式建築是一種古老的建築設計形式，該建築物在過去則遍布歐洲（例如矮柱式木結構或地坑屋）、中國和南太平洋島嶼。這些建築最初只是為了實用目的而建造的簡單結構，有時被稱為「屋頂小屋」。
1934年，R.M.辛德勒為業主吉賽拉·貝納蒂在美國加利福尼亚州箭頭湖建造了第一座現代化的A字形建築。建築師瓦爾特·里默林、約翰·坎貝爾、喬治·洛克萊斯、亨利克·H·布爾和安德魯·蓋勒在1950年代初期幫助推廣辛德勒的想法，開始設計更多的A框架式建築。
1955年，安德魯·蓋勒在紐約長島的海灘上建造了一座名為「伊莉莎白·里斯之家」的A框架式建築。蓋勒的設計在1957年5月5日的《紐約時報》上亮相，引起了國際關注。此後，全球各地開始興建成千上萬座A字形建築。
位於威斯康辛州沃爾沃思縣的修道院度假村（Abbey Resort），自稱是世界上最高的木質A框架式建築。

### 人氣

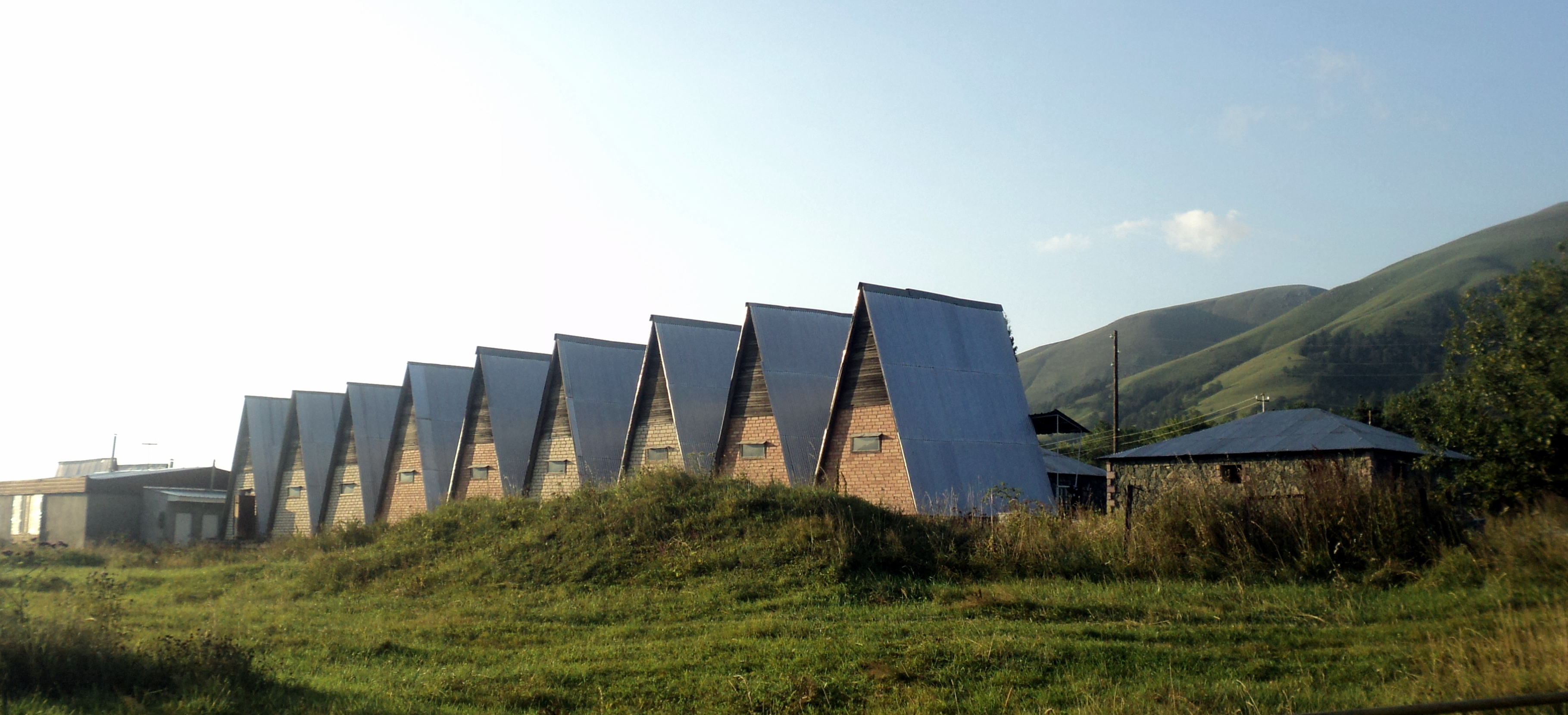
亞美尼亞洛里州的典型A框架式建築
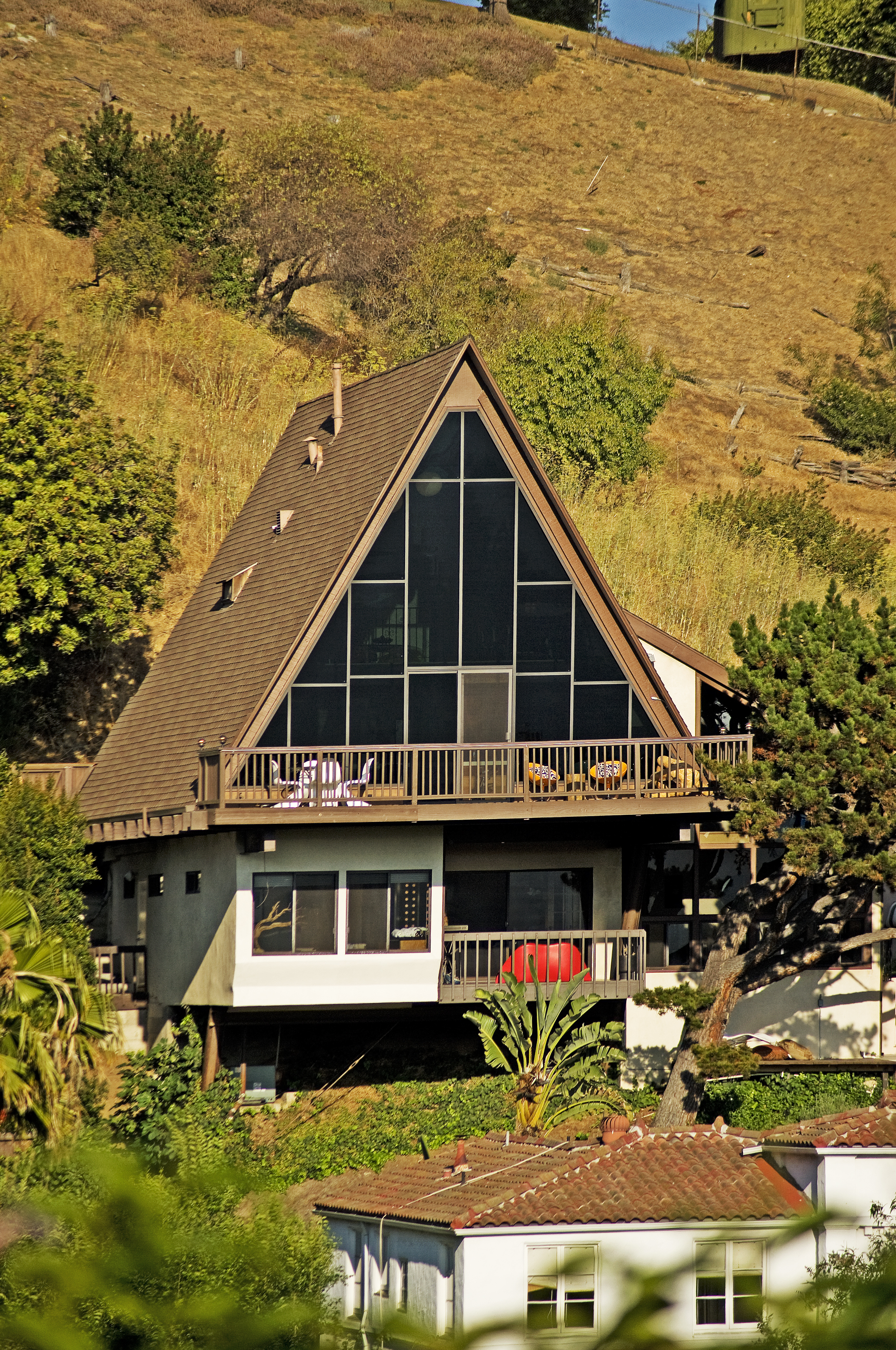
位於好萊塢山的A框架式建築別墅。
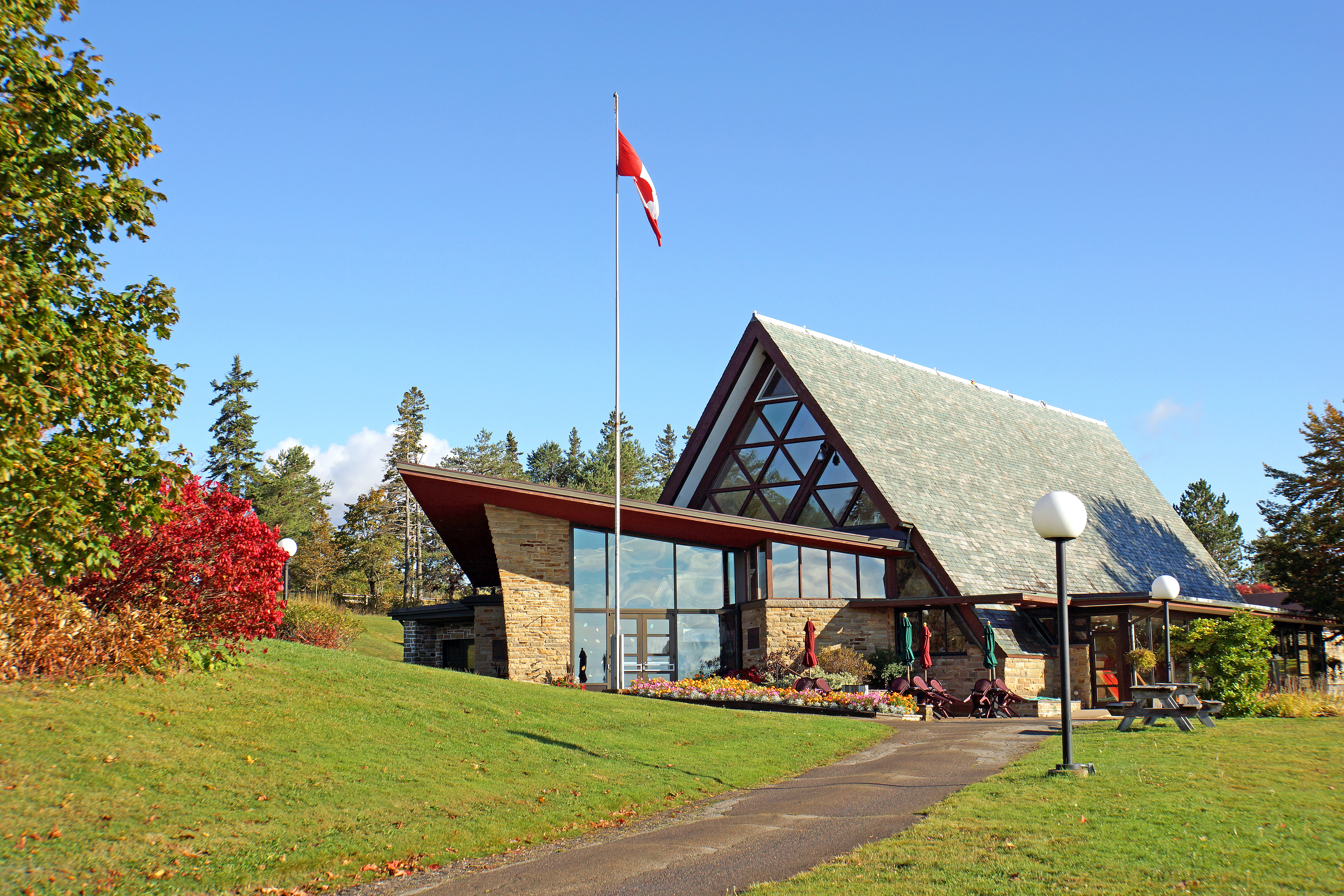
亞歷山大格雷厄姆貝爾博物館，該建築物採用了A框架式建築。
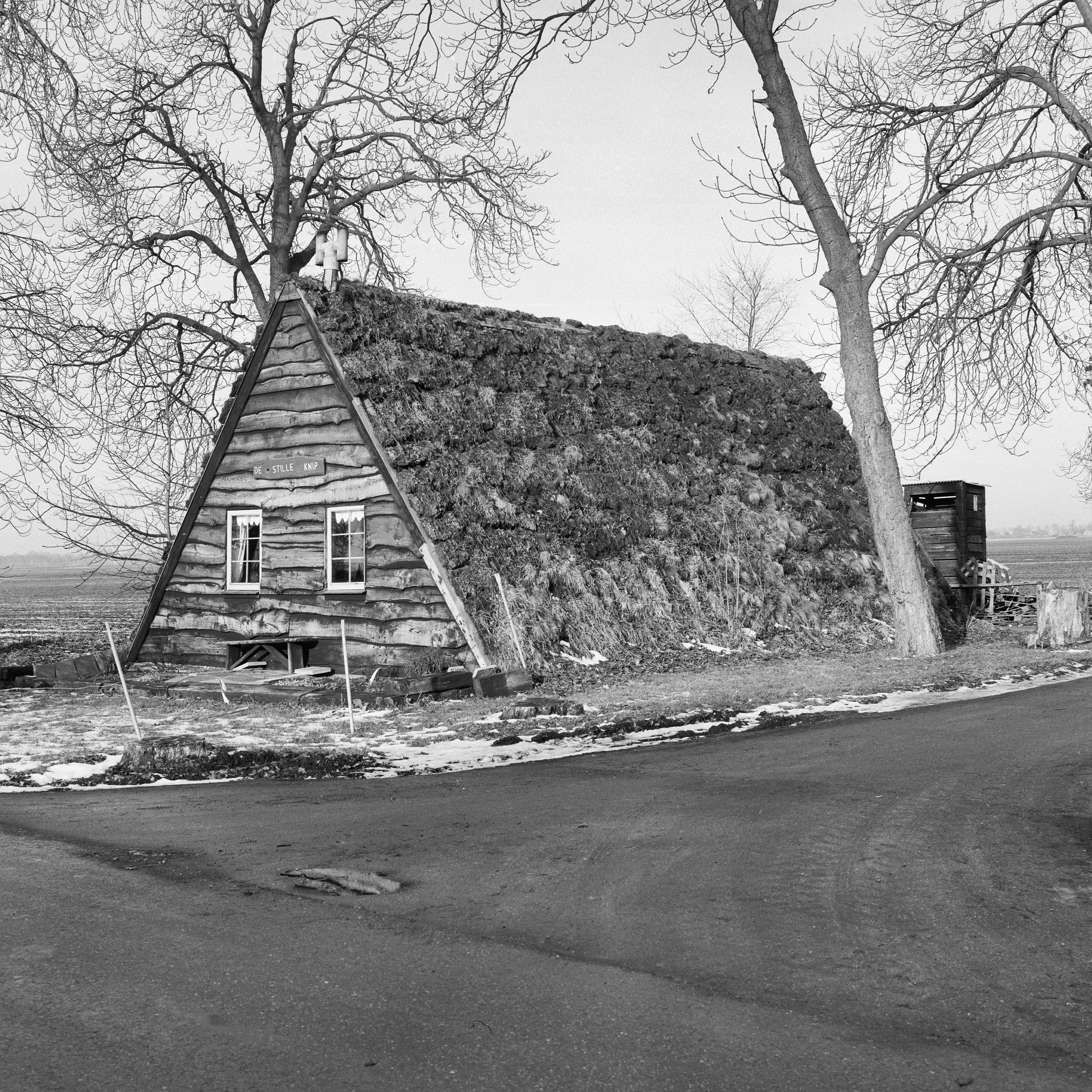
荷蘭A框架式草皮房屋的歷史照片。

鑒於二戰後的普及化，A框架式建築在廣泛建造的崛起被歸因於多種因素結合，包括當時美國人口額外的可支配收入、建造A字形建築結構的低成本，以及當時的富裕家庭對於擁有第二套度假屋的新興興趣。此外，A字形建築結構本身的適應性也是推動其崛起的因素之一，這使得建築師可以嘗試對結構採用更現代化的設計。A字形建築被視為一種有用的媒介，驅使建築師可以在相對便宜的情況下，藉由改良結構以探索自己的創意。
此外，許多人更喜歡「現代風格」的度假屋而非「現代風格」的主居。A字形建築也可以作為預製組件出售以降低成本，並由梅西百货銷售。當A字形建築作為結構典範崛起之後，建築師很快開始嘗試新的設計，這導致了被稱為改良式A框架式建築的興起。

## 範例

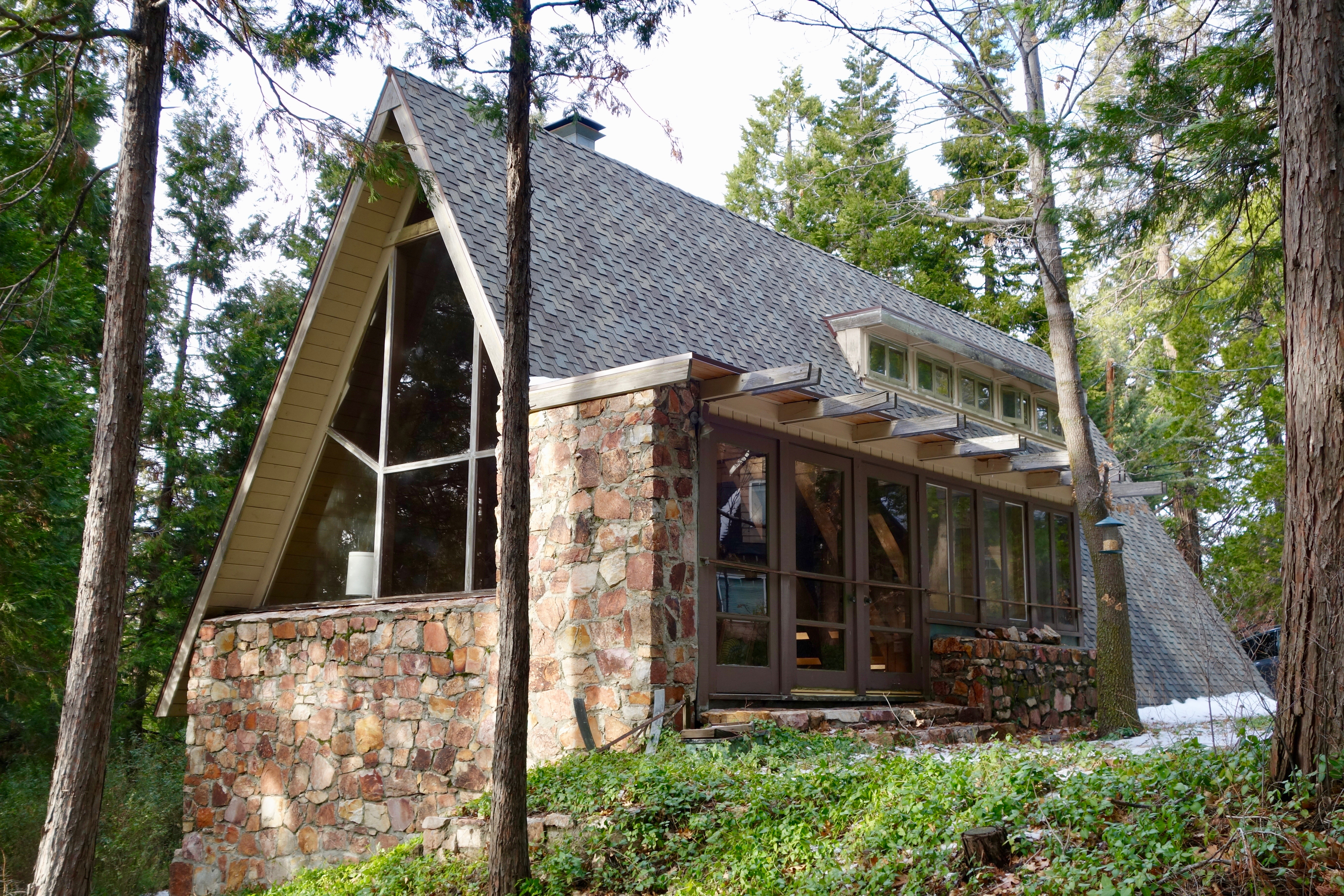
本納提之家，位於加利福尼亞州箭頭湖。該建築物由R.M.辛德勒設計，1934年。
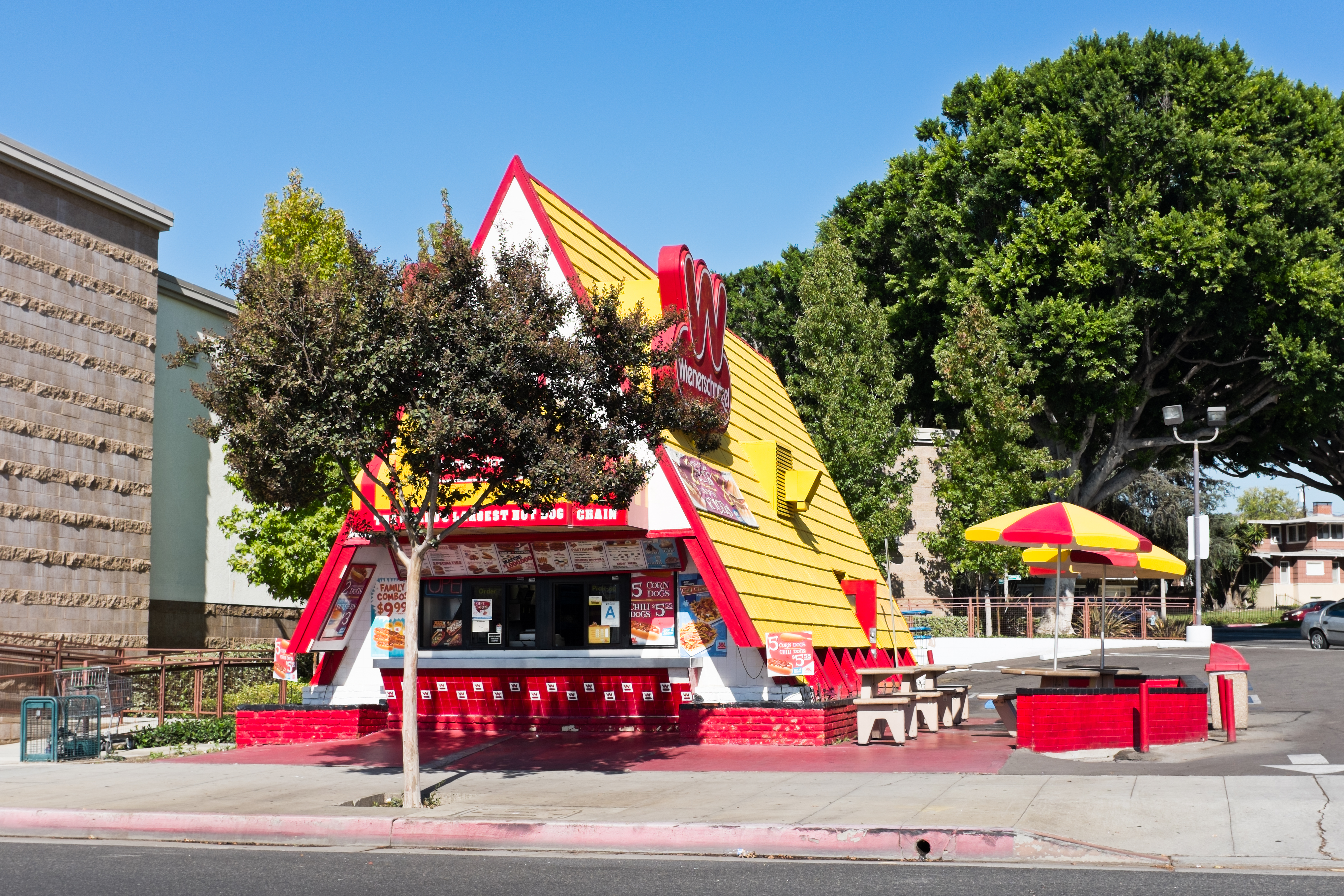
加利福尼亞州惠提爾的Wienerschnitzel餐廳
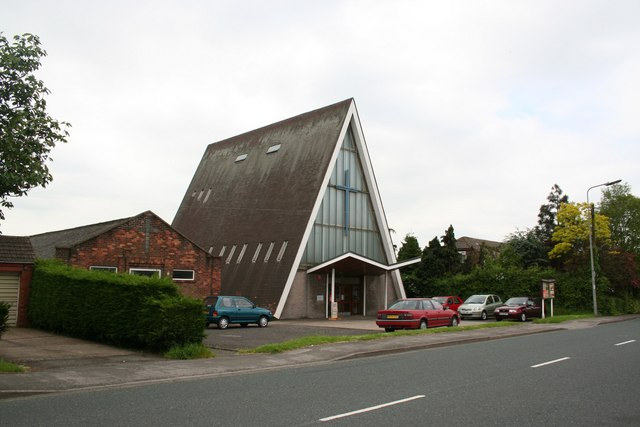
在英格蘭建造的最古老的A框架式建築：辛普森衛理公會教堂。
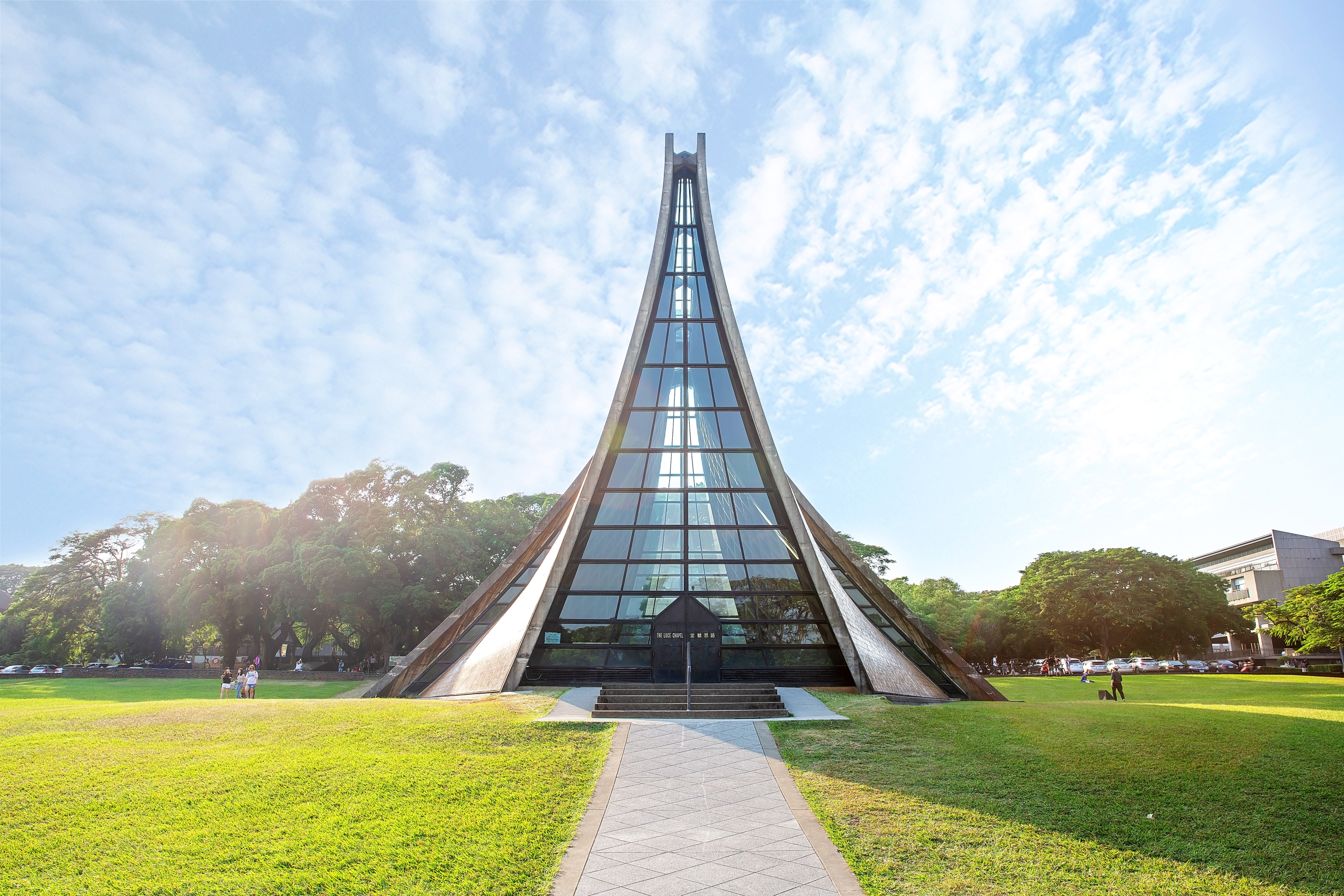
位於臺灣臺中市的路思義教堂

A框架式建築已廣泛使用於商業、住宅空間，同時也作為宗教空間所使用。通過钢材和木結構的進步（特別是膠合木桁架的使用) 自2000年代開始以來，該建築物的結構設計變得更加多樣化。
當代，A框架式建築可以用預製組件建造。它們通常由木頭製成，放置在混凝土基礎上。這些建築物所形成的人字形屋頂傾斜角共60° 。傾斜的屋頂可防止樹葉和雪落在上面。屋頂也作為牆壁的作用。這些類型的建築物通常最多可達3層，平方公尺面積通常為40-100平方公尺，底樓通常設有客廳、浴室和廚房，樓上設有臥室。

### 宗教空間的利用
自1955年以來，由安德魯·蓋勒推廣的A框架式建築，被廣泛用於世界各地的教堂建築中。自1961年起，這種結構被重新解讀為代表「祈禱之手」，並在捷克出生的美國建築師安東寧·雷蒙設計的東京聖十字教會中得到了體現。該建築採用了交錯的柱子作為結構設計，這種設計靈感，是來自於傳統的日本鄉村民家建築「合掌造」的啟發。
第一座採用A字形建築的教堂，似乎是1957年位於華盛頓州普爾曼的辛普森衛理公會教堂。 1960年，天主教會採用這種風格，建造了位於華盛頓州林丁的聖約瑟夫教堂。該教堂在1961年的花地瑪聖母羅馬天主教堂之前建成。其中，在此後令人印象深刻的建築案例，則是在1962年啟用的美国空军学院学员礼拜堂。
1959年，挪威建築師奧維·邦就在北極大教堂中採用了A框架式建築，邦是功能主義建築的倡導者。隨著北極大教堂於1965年建成，A字形教堂因而成為斯堪的納維亞宗教建築的新形式。這種風格隨後傳播到歐洲，其中英格蘭最古老採用A框架式建築的例子，是建於1967年的雅德爾索普衛理公會教堂。近期的代表案例則包括2005年位於芬蘭亨利的普世藝術教堂。
在亞洲，除了日本之外，A字形教堂也在東亞國家廣泛採用，主要是基督教宗教建築。首個例子可追溯於1963年在臺灣臺中市所興建的路思義教堂，其後是1965年柬埔寨的西哈努克市聖邁克爾教堂，1972年曼谷的澤維爾大廳天主教堂，以及2010年越南天主教大叻教区的牧靈中心教堂，這些都是採用A框架式建築風格的代表性案例。

## 外部連結
- A-frame Home （页面存档备份，存于） - An A-frame home in the Hollywood Hills owned and restored by Nicky Panicci
- A-frame House Website (archive) about an a-frame house located in Phoenix, AZ.